# Tampico Alto
Tampico Alto är en ort i Mexiko.   Den ligger i kommunen Tampico Alto och delstaten Veracruz, i den östra delen av landet, 300 km norr om huvudstaden Mexico City. Tampico Alto ligger 32 meter över havet och antalet invånare är 2 126.
Terrängen runt Tampico Alto är platt. Havet är nära Tampico Alto åt nordost.  Närmaste större samhälle är Tampico, 19,6 km norr om Tampico Alto. Omgivningarna runt Tampico Alto är en mosaik av jordbruksmark och naturlig växtlighet.